# 克尼夫斯塔市镇
59°43′N 17°48′E / 59.717°N 17.800°E
克尼夫斯塔市镇（瑞典語：Knivsta kommun）是瑞典中东部乌普萨拉省的一个市镇。其治所位于克尼夫斯塔，共有约7,100位居民居住在其治所。